# Ute Wessel
Ute Wessel (* 18. März 1953 in Niederaußem als Ute Kircheis) ist eine deutsche Florettfechterin, die von 1971 bis 1984 in der Nationalmannschaft focht. Ihr größter Erfolg war der Gewinn der Goldmedaille mit der Florettmannschaft bei den Olympischen Spielen 1984 in Los Angeles.

## Leben
Ute Wessel arbeitete als Sportlehrerin am Rhein-Sieg-Gymnasium in Sankt Augustin, wo sie u. a. Fecht-Aktivitäten betreute. Sie ist verheiratet mit Albrecht Wessel, dem Bruder von Friedrich Wessel, die ebenfalls Fechter sind. Sie ist Mitglied des Olympischen Fechtclubs Bonn und wurde 2009 Deutsche Meisterin mit der Damenflorettmannschaft.

## Erfolge
- Olympische Spiele
  - Goldmedaille in Los Angeles 1984 mit der Florettmannschaft
  - Vierter Platz in Montreal 1976 mit der Florettmannschaft
  - Nominierung für Moskau 1980

- Weltmeisterschaften
  - 1977 in Buenos Aires: Silber mit der Florett-Mannschaft
  - 1979 in Melbourne: Bronze mit der Florett-Mannschaft
  - 1981 in Clermont-Ferrand: Silber mit der Florett-Mannschaft
  - 1983 in Wien: Silber mit der Florett-Mannschaft

- Deutsche Meisterschaften
  - 1974: Gold im Einzel

## Ehrungen
Ute Wessel wurde mit der deutschen Viererflorettmannschaft vom Bundespräsidenten mit dem Silbernen Lorbeerblatt ausgezeichnet.